# Небезпека креаціонізму в освіті
«Небезпека креаціонізму в освіті» — прийнята 4 жовтня 2007 року резолюція ПАРЄ, підготовлена разом з однойменною доповіддю.

## Історія ухвалення резолюції
Процес підготовки резолюції розпочався у 2006 році, коли низка делегатів ПАРЄ на чолі з британським лейбористом Ендрю Макінтошем внесли на розгляд проєкт однойменної рекомендації.
Доповідачем став французький делегат-соціаліст Ґі Ленань. Підготовлена ним доповідь, що включала проєкт резолюції була повернута Асамблеєю до Комітету з культури, науки та освіти на переробку з ініціативи лідера групи християнських демократів у ПАРЄ, фламандця Люка Ван ден Бранде, 63 голосами проти 46. Комітет з культури, науки та освіти висловив протест проти процедури, за якою доповідь було повернено на переробку.
Доповідь була перероблена новим доповідачем, люксембурзької делегаткою від лібералів Анн Брассер, і резолюція, після внесення Асамблеєю ряду поправок, була прийнята Асамблеєю 48 голосами проти 25.

## Зміст резолюції
Резолюція стверджує, що «креаціонізм не може претендувати на те, щоб вважатися науковою дисципліною» (пкт. 4) і відносить «розумний задум» до креаціонізму (пкт. 8). При цьому резолюція вважає припустимим подання креаціоністських ідей як доповнення до культурної та релігійної освіти (пкт. 16).

Частина резолюції, яка закликає до дії, звучить наступним чином:

## Реакція на резолюцію та її висвітлення у медіа
Ще до ухвалення резолюції доповідь Ленаня викликала критику з боку креаціоністського блогу «Uncommon Descent» та Європейського центру закону та правосуддя (філія Американського центру закону та правосуддя). Після відхилення Асамблеєю першого варіанта доповіді Ленань у своєму інтерв'ю газеті «20 Minutes» заявив, що «ми сприяємо поверненню в середньовіччя». Доповідь Брассер віталася просвітницьким блогом Panda's Thumb.
Резолюцію висвітлили, зокрема, Deutsche Welle (зазначивши розбіжності серед членів ПАРЄ щодо того, чи є резолюція нападкою на певні релігії), Комітет зі скептичного розслідування, Радіо Ватикану (нагадавши, що згідно з Бенедиктом XVI, еволюція це більше ніж гіпотеза) та Die Welt.
Резолюцію критикували, зокрема, ряд діячів РПЦ, включаючи В. Чапліна та А. Кураєва, креаціоністську організацію Creation Ministries International та керівник семінарії Південної баптистської конвенції Альберт Молер, а сайт Аднана Октара заявив, що резолюція — ознака «серйозного занепокоєння в колах матеріалістів, атеїстів і дарвіністів».
У 2009 році резолюція стала вихідним пунктом для семінару, проведеного в Дортмунді під керівництвом Д. Графа з Дортмундського технічного університету. Семінар, на якому, серед інших, виступала Анна Брассер, був проведений за підтримки Міністерства освіти і науки ФРН, у співпраці з Інститутом Макса Планка, Віденським університетом та Університетом Анкари. Міжнародне товариство науки і релігії опублікувало статтю, критичну по відношенню як до молодоземельного креаціонізму, так і до «розумного задуму», але і критикує резолюцію за «зайву жорсткість».